# Shredder (Film)
Shredder ist eine amerikanische Horrorkomödie von Greg Huson aus dem Jahr 2003. Er handelt von einer Gruppe von Jugendlichen, die für ein Wochenende in ein abgelegenes Skigebiet fährt. Dort werden sie alle nach und nach von einem mysteriösen, in Schwarz gekleideten Skifahrer attackiert.

## Handlung
Ein Snowboarder fährt in den Rocky Mountains einen Hang hinunter, als ihn plötzlich ein schwarz gekleideter Skifahrer angreift. Er versucht zu entkommen, wird aber von einem Drahtseil enthauptet, das zwischen zwei Bäumen aufgespannt ist. In dieses abgelegenes Skigebiet ist auch College-Studentin Kimberly mit ihrem Freund Cole, ihrer Cousine Pike und ihren Freunden Skyler, Robyn und Kirk unterwegs. Beim Halt an einer Tankstelle trifft die Gruppe auf den Europäer Christopher, den sie kurzerhand mit zu sich einladen.
Nach der Ankunft im Resort gehen Cole und Skyler zurück in die Stadt, um Bier zu holen und werden vom Barkeeper gewarnt, dass es hier nicht ganz ungefährlich wäre. Zurück im Resort nimmt die Gruppe an Trinkspielen teil, bis der Sheriff der Stadt erscheint und eine Beendigung der Trinkgelages fordert. Als der Sheriff die Hütte verlässt, wird er von dem schwarz gekleideten Skifahrer erstochen. Kimberly erzählt den anderen dann, dass vor ein paar Jahren eine Gruppe von Snowboardern ein kleines Mädchen im Resort ermordet hätte und es deshalb vorübergehend geschlossen wurde.
Am nächsten Tag geht die Gruppe Snowboarden. Kirk entdeckt ein kleines Gebäude, das im Berg etwas versteckt liegt. Als er neugierig eintritt, wird er von dem Skifahrer mit einem Eiszapfen erstochen. Währenddessen trifft Skyler beim Skifahren auf Shelly, die Tochter des Barkeepers. Beide flirten miteinander, bis ihr Vater erscheint und Shelly nach Hause schickt. Erneut warnt er Skyler das Resort zu verlassen. Als Robyn den Sessellift benutzt, steigt der Killer mit ihr ein und versucht, sie abzuwerfen. Robyn wehrt sich und schafft es stattdessen, ihn vom Sessellift zu stoßen. Aber als sie am Ziel aussteigen will, wickelt sich ihr Schal um den Griff des Lifts und sie wird stranguliert, als der Aufzug sie mit sich reißt.
Als sich Skyler mit Cole und Pike an der Hütte im Resort trifft, stolpert das Trio über die Leiche des Sheriffs. Die Gruppe verdächtigt sogleich Christopher, der Mörder zu sein und macht sich auf den Weg, um die anderen zu warnen. Bei der Suche finden sie das kleine Mädchen, das im Eis eingefroren ist, und Skyler wird vom Skifahrer mit einer Axt am Bein getroffen. Es gelingt ihnen, den Mörder zu überwältigen und zu entkommen.
Kimberly erfährt von Christopher, dass er seinerzeit im Resort war, als das kleine Mädchen zu Tode kam, und dass alle anderen Zeugen ebenfalls ermordet wurden. Dieses Mädchen war Buds Tochter und schon damals wurde er verdächtigt der Mörder zu sein. Wenig später wird Christopher mit einer Schaufel zu Tode geprügelt. Als Kimberly, Skyler, Cole und Pike zur Hütte zurückkommen, finden sie die Leichen ihrer Freunde aufgereiht im Schnee und ihr Auto außer Betrieb. Die Gruppe kümmert sich zunächst um Skylers Bein und dann um das Auto. Während Cole und Pike nach draußen gehen, um das Auto zu reparieren, schleicht sich der Skifahrer in die Hütte und ermordet Skyler, indem er ihr mit einem Skistock durchs Auge sticht. Kimberly versteckt sich in einem Schrank, wo sie Chads Leiche findet, vom Mörder aufgespürt und mit einem Schürhaken erstochen wird. Cole will den Mädchen zu Hilfe eilen, wird aber von dem Skifahrer in der Hütte eingeschlossen. Nachdem er sich befreien kann, findet er Pike leblos im Auto. Er versucht, den Mörder herauszufordern und wird kurz darauf beschossen. Wie sich herausstellt, war dies Bud, der damit die Gruppe einfach nur aus der Gegend vertreiben wollte. Cole versucht zu fliehen. Als Bud ihn auf einem Schneemobil verfolgt, wird dieser von einem Draht geköpft, das zwischen zwei Bäumen gespannt ist. Cole schafft es bis in die Stadt, wird hier aber von einem Shredder-Truck blockiert. Als dessen Fahrer stellt sich der Skifahrer heraus, bei dem es sich um Shelly handelt, die aus Rache für den Tod ihrer jüngeren Schwester allen Skifahrern den Tod bringen wollte. Als sie Cole ermorden will, erscheint plötzlich Pike lebendig und erschießt Shelly, die dabei in den Shredder gerät und eine Blutfontäne in die Luft schickt. Cole und Pike verlassen die Stadt und beginnen vermutlich eine Beziehung.

## Hintergrund
Shredder wurde vor Ort im Silver Mountain Ski Resort in Kellogg, Idaho, gedreht. Der Film wurde am 16. Dezember 2003 in den USA direkt auf DVD veröffentlicht, hatte jedoch im pazifischen Nordwesten einen begrenzten Kinostart. In Japan wurde der Film unter dem Namen Jason Z veröffentlicht.
Im Film sind Anspielungen auf andere Filme enthalten:
- Freitag der 13. (die Jugendlichen rauchen Joints, trinken Bier, haben vorehelichen Sex)
- Poltergeist (in einer Szene sagt Cole: „Geh nicht ins Licht!“)
- Scream – Schrei! (als Skyler kurz davor ist, zu sterben, sagt er: „Ich bin eine Jungfrau. Ich kann noch nicht sterben.“)[3]

## Kritiken
Auf der Internetseite der Internet Movie Database lag der Durchschnitt der Bewertungen bei 4/10.
Der deutsche Filmdienst nannte das Werk: „Lächerlicher Horrorfilm, der für seine fadenscheinige Geschichte alle blutigen Effekte des Genres aufbietet.“ „Einige junge Leute frönen in einem entlegenen Wintersportgebiet ihrer Snowboard-Leidenschaft. Sie treffen auf die Manifestation eines leidenschaftlichen Skifahrers, der schon vor Jahrzehnten die ersten Jünger dieser Fun-Sportart ermordete.“
Auch bei moviepilot.de lautete die Wertung „nicht gerade spannend“ oder auch „kein sehr origineller Horrorfilm“ und „ziemlich vorhersehbar“. Einziges Lob gab es für ein wenig schöne Landschaft und etwas Action. Ansonsten wurde der Film als „unterhaltsam und teilweise auch recht witzig“ bewertet, wobei es „aber [auch] ein paar peinliche Dialoge“ gab.
Kino.de fasste zusammen: „Farbenprächtige Hochgebirgspostkartenkulissen, Einfallsreichtum und manch lustige Dialogzeile („Du kannst mich nicht töten, ich bin noch Jungfrau.“) heben diesen sonstenfalls absolut konventionellen Low-Budget-Horrorwochenendtrip ein gutes Stück über den Genredurchschnitt im Mad-Slasher-Gewerbe. Nach einer Eröffnung mit Sex, Bier und flotten Abfahrten hebt ein effektvoller Stech- und Schlitzreigen an, Production Values mit Hubschrauberkamera und todbringenden Pistenraupen können sich ebenfalls sehen lassen.“